# (152647) Rinako
Rinako o (152647) Rinako es un asteroide del cinturón de asteroides de nombre provisional 1997 UF15, descubierto en 1997 por Atsuo Asami desde su observatorio privado en la ciudad de Hadano, en la Prefectura de Kanagawa (Japón).

## Origen del nombre
El nombre fue propuesto por el propio descubridor. Recibe su nombre del nombre de su hija Rinako Asami (n. 1993).